# Peter Turkson
Peter Kodwo Appiah Turkson (ur. 11 października 1948 w Wassaw Nsuta) – ghański duchowny rzymskokatolicki, doktor egzegezy Pisma Świętego, arcybiskup metropolita Cape Coast w latach 1992–2009, kardynał prezbiter od 2003, przewodniczący Papieskiej Rady Iustitia et Pax w latach 2009–2017, prefekt Dykasterii ds. Integralnego Rozwoju Człowieka w latach 2016–2022, Wielki Kanclerz Papieskiej Akademii Nauk oraz Papieskiej Akademii Nauk Społecznych od 2022.

## Życiorys
Studiował w seminariach w Ghanie i USA; przyjął święcenia kapłańskie 20 lipca 1975 z rąk arcybiskupa Cape Coast Johna Kodwo Amissaha. Pracował przez rok jako wykładowca w seminarium św. Teresy w Amisano, następnie wyjechał na uzupełniające studia do Rzymu. W 1980 obronił licencjat z Pisma Świętego w Papieskim Instytucie Biblijnym; w 1992 został doktorem egzegezy Pisma Świętego. Wykładał wiedzę o Piśmie Świętym w seminarium św. Piotra w Pedu, był też wicerektorem tego seminarium oraz duszpasterzem w okolicznych parafiach. W trakcie przygotowań do obrony doktoratu w Rzymie otrzymał nominację biskupią.
W październiku 1992 został mianowany arcybiskupem metropolitą Cape Coast. 27 marca 1993 sakry biskupiej udzielił mu arcybiskup Akry Dominic Kodwo Andoh. Brał udział w sesjach Światowego Synodu Biskupów w Watykanie, w tym sesji specjalnej dotyczącej Kościoła afrykańskiego wiosną 1994. Brał także udział w pracach Konferencji Biskupów Afryki i Madagaskaru (m.in. skarbnik) oraz szeregu instytucji edukacyjnych; był m.in. kanclerzem Katolickiego Uniwersytetu Ghany.
21 października 2003 Jan Paweł II wyniósł go do godności kardynalskiej, nadając tytuł prezbitera S. Liborio. 24 października 2009 został mianowany przewodniczącym Papieskiej Rady Iustitia et Pax zastępując na tym stanowisku kard. Renato Raffaele Martino, który przeszedł na emeryturę.
1 stycznia 2017 został prefektem nowo powstałej Dykasterii ds. Integralnego Rozwoju Człowieka, która przejęła kompetencje m.in. rady Iustitia et Pax. Przestał pełnić tę funkcję 31 grudnia 2021. Zastąpił go na tym stanowisku kard. Michael Czerny. 4 kwietnia 2022 mianowany przez papieża Franciszka Wielkim Kanclerzem Papieskiej Akademii Nauk oraz Papieskiej Akademii Nauk Społecznych.
Uczestnik konklawe 2005, 2013 i 2025 roku.